# Sqoop
Sqoop è un'applicazione a riga di comando che permette di trasferire dati da basi di dati relazionali a Hadoop. Supporta caricamenti incrementali di una singola tabella o query SQL, o job salvati che possono essere eseguiti più volte per importare aggiornamenti fatti alla base di dati rispetto all'ultimo importo.
Le importazioni possono essere usate per popolare tabelle in Apache Hive o HBase. Le esportazioni possono essere usate per inserire dati da Hadoop a basi di dati relazionali.
Sqoop è diventato un progetto della fondazione Apache di massima importanza nel marzo 2012.